# منتخب لبنان تحت 17 سنة لكرة السلة
منتخب لبنان لكرة السلة تحت 17 سنة للرجال هو منتخب الناشئين لكرة السلة الوطني، الذي يديره الاتحاد اللبناني لكرة السلة، والذي يمثل لبنان في المسابقات الدولية لكرة السلة للرجال تحت 17 سنة وتحت 16 سنة.

## تاريخ

### تصفيات كأس العالم
تمكن الفريق من الوصول إلى الدور نصف النهائي في بطولة آسيا لكرة السلة تحت 16 سنة 2022 والتي منحت لبنان المشاركة في كأس العالم لكرة السلة تحت 17 سنة فيبا 2022. وهي المرة الأولى التي يصل فيها المنتخب اللبناني لكأس العالم. في كأس العالم لكرة السلة تحت 17 سنة فيبا 2022، خسر لبنان جميع مبارياته وحصل على المركز السادس عشر في الترتيب العام.

## سجلات البطولة

### كأس العالم
| 2022    | 16 | 7 | 0 | 7 |
| المجموع |    | 7 | 0 | 7 |

### البطولة الآسيوية
| 2009    | لم يشارك | لم يشارك | لم يشارك | لم يشارك |
| 2011    | 6        | 9        | 4        | 5        |
| 2013    | لم يشارك | لم يشارك | لم يشارك | لم يشارك |
| 2015    | 6        | 9        | 6        | 3        |
| 2017    | 8        | 7        | 2        | 5        |
| 2022    | 4        | 6        | 3        | 3        |
| 2023    | 11       | 4        | 1        | 3        |
| المجموع |          | 35       | 16       | 19       |